# 1989 TU10
1989 TU10 är en asteroid i huvudbältet som upptäcktes den 4 oktober 1989 av de båda japanska astronomerna Toshimasa Furuta och Yoshikane Mizuno vid Kani-observatoriet.
Asteroiden har en diameter på ungefär 3 kilometer.